# Estudiantes de Caracas Sport Club
El Estudiantes de Caracas Sport Club es un club de fútbol profesional venezolano que tenía sede en Caracas, Venezuela. Jugaba en la Primera División de Venezuela y disputaba sus partidos como local en el Estadio Brígido Iriarte, estadio que compartía en Primera División junto a Atlético Venezuela.
Desde su fundación como institución en 2010, se caracterizaron como una academia que fomentaba el fútbol menor. El éxito en todas sus categorías fue el impulso para instaurar un equipo profesional que debutó en Segunda División en la temporada 2014-2015.
Poseen un subcampeonato de Segunda División que les dio el cupo a la máxima categoría. Su color principal era el blanco. Por primera vez participó en una copa internacional en la Copa Sudamericana 2017.

## Historia

### Inicio en Segunda División
Fue fundado en el 2010 como un equipo participante de las ligas menores de Caracas y Venezuela. Desde el principio, se enfocaron en tener equipos en todas las categorías, desde mini hasta sub-20, abarcando las competencias más importantes en el ámbito infantil y juvenil tales como la Liga Deportiva Colegial de Caracas, Liga Cesar del Vecchio y Serie Nacional desde sub-12 hasta sub-20.
En el fútbol venezolano, tener todas las categorías nacionales completas, da la posibilidad de obtener un equipo fútbol profesional. En julio de 2014 deciden comprarle el cupo a Guatire Fútbol Club y establecerse en la Segunda División Venezolana bajo las riendas de un cuerpo técnico formado por exjugadores como Charles López, José Fasciana, Alexis Chirinos y Jonathan Laurens.
El 10 de agosto de 2014 se produce su debut como equipo profesional, tras enfrentarse al popular y recién descendido Monagas Sport Club en el estadio más grande de Venezuela, Monumental de Maturín. De esta manera, el equipo académico logra su primera victoria al ganar 0-1 tras un tanto del colombiano Víctor Rentería al minuto 85'.
El 25 de noviembre el equipo inaugura su sede social en la urbanización de Chuao, siendo uno de los pocos clubes venezolanos en tener un espacio de tal calibre.
En la Primera Fase del campeonato, Estudiantes sorprende a propios y a extraños puesto que acaba de primer lugar sobre equipos como el mismísimo Monagas o el Arroceros de Calabozo, que alcanzó la semifinal de Copa Venezuela, torneo en el que la Academia capitalina salió eliminado en primera fase por el Atlético Venezuela.
El primer lugar le dio el derecho a disputarse el ansiado ascenso a primera junto a otros nueve equipos en un torneo de todos contra todos ida y vuelta. Estudiantes había cuajado una buena temporada perdiendo tan solo cuatro de los dieciocho partidos, siendo tres de visitante y uno de local ante el campeón Ureña SC. La última jornada el Yaracuyanos Fútbol Club se encontraba en el segundo lugar con 35 puntos, mientras que Estudiantes estaba por debajo con 33 puntos. En esta fecha, el conjunto de Yaracuy podía garantizar la vuelta a Primera División en su propio estadio contra el Diamantes de Guayana, mientras que Estudiantes de Caracas, dependía de su propia victoria y que el rival de Yaracuyanos como mínimo le empatara o lo derrote. Sin embargo, un empate en San Felipe los obligaba a ganar 0-2 contra el Policía de Lara en el Estadio Farid Richa. Estudiantes de Caracas logra el soñado pase a Primera División tras ganar 0-6 en Barquisimeto con 5 goles de José Carrasquel, mientras que el Yaracuyanos no pasó del empate 1-1, errando un penal en el 77'.

### Primera división
Para afrontar con creces el ascenso, deciden adquirir a jugadores de primera talla nacional como Omar Perdomo, Genlis Piñero, Mijail Avilés, etc. Su debut en la primera categoría del fútbol venezolano se produce el 11 de julio de 2015 en la primera jornada del Torneo Adecuación 2015 disputado en el Estadio Brigido Iriarte contra el Zulia Fútbol Club, terminando en empate sin goles. Descenso Luego de resultados negativos Estudiantes de Caracas desciende a la 2 división 2017 Lo positivo fue llegar a la final de la Copa Venezuela Luego de ganarle a tucanes de Amazonas y enfrentarse a Zulia sin go la ida y en la vuelta dos goles por 0 . Gracias al Zulia FC Se titula campeón del torneo clausura Estudiantes de Caracas Jugará la copa Sudamericana 2017 siendo el primer equipo venezolano en 2.ª división en jugar un torneo ínternacional

## Sede Social
En presencia de medios de comunicación e invitados especiales, la Junta Directiva de Estudiantes de Caracas SC, encabezada por su presidente, Jorge Peraza, y por el vicepresidente, Ricardo González, dio pie a la inauguración de la sede social del club ubicada en la Urbanización de Chuao el día martes 25 de noviembre de 2014, tras 2 años de construcción.
La sede es el epicentro gerencial, administrativo, social y deportivo que cuenta con 900 metros cuadrados de infraestructura, divididos en tres plantas.
La primera planta cuenta con una amplia recepción que incluye una sala de espera con confortables sofás. El gimnasio está ubicado en esta área y está compuesto por máquinas aeróbicas y anaeróbicas, dos baños, servicio de lavandería y una terraza con dos mesas y un café.
En el segundo nivel se ubican las oficinas de la Junta Directiva, Administración y Gerencia de Comunicaciones y las del personal de fisioterapia y nutrición. Asimismo contiene una sala de juntas, una sala de videos, aula donde los integrantes de la academia recibirán clases de inglés y una recepción con un mural donde se resaltan algunos ítems que describen la breve historia de la organización.
En el tercer piso se encuentra el gran salón, apto para la celebración de foros, reuniones, cursos o cualquier otra actividad, un restaurante gourmet, y una terraza con ambiente lounge. Su sede de los entrenamientos es la cancha de la UNIMET Con categorías inferiores, el equipo mayor hace vida en entrenamiento en el complejo deportivo fray Luis "La Guacamaya" y en la cancha de la universidad Santa Maria donde en el año 2018 disputa encuentros oficiales dado a las reparaciones del estadio brigido iriarte.

## Uniforme
- Uniforme titular: camiseta , pantalón , medias .
- Uniforme alternativo: camiseta , pantalón , .

### Evolución del uniforme
| 2015-2016 Alternativo | 2015-presente Titular | 2017-presente Alternativo |

### Indumentaria y patrocinador
| Periodo       | Proveedor       |
| ------------- | --------------- |
| 2015-2016     | Beethoven Sport |
| 2017-presente | Beethoven Sport |

| Periodo         | Patrocinador |
| --------------- | --- |
| 2015-2016       | Beethoven Sport Banco Plaza SITSSA Seguros La Vitalicia Prundence                                                             |
| 2017-Actualidad | Beethoven Sport Pirámide Seguros Seguros La Vitalicia Beethoven Clothing fashion Maltín Polar Grupo MULTIMARCA Eagle Burgmann |

## Datos del club
- Temporadas en 1.ª División: 3 (Adecuación 2015, 2016, Primera División de Venezuela 2018)
- Temporadas en 2.ª División: 1 (2014-15, 2017)
- Temporadas en 3.ª División: 0
- Mayor goleada conseguida:
  - En campeonatos nacionales: Policía de Lara 0 – Estudiantes de Caracas 6 (2015).

Estudiantes de Caracas vs. Deportivo Anzoategui 2-0 (12-9-2015)
- Mayor goleada recibida:
  - En campeonatos nacionales: Zamora FC 6 - 1 Estudiantes de Caracas (15-11-2019).

Mineros de Guayana vs. Estudiantes de Caracas 4-0 (18-11-2015)
- Máximo goleador:  Juan García 16 goles oficiales.
- Primer partido en campeonatos nacionales: Monagas Sport Club 0 - 1 Estudiantes de Caracas (10 de agosto de 2014 en el estadio Monumental de Maturín).
- Participaciones en Copa Sudamericana: 1 (2017)

## Fútbol femenino
Es un equipo de fútbol profesional Venezolano a nivel femenino y actualmente participa en la Liga Nacional de Fútbol Femenino de Venezuela, liga equivalente a la máxima división del fútbol femenino en Venezuela.

## Palmarés

### Torneos nacionales
- Segunda División de Venezuela (1): Segunda División de Venezuela 2017.
- SubCampeón (1): Segunda División de Venezuela 2014-15
- SubCampeón (1): Copa Venezuela 2016